# Go Go Smear the Poison Ivy
Go Go Smear the Poison Ivy es el cuarto álbum de estudio del grupo musical islandés múm, lanzado por FatCat Records el 24 de septiembre de 2007.

El álbum marca un cambio con respecto al estilo original del grupo, ya que utiliza más instrumentos en vivo que elementos de electrónica, y hay un estilo vocal diferente, que incluye voces masculinas. Casi dos años antes del lanzamiento de este álbum, la excantante principal, Kristín Anna Valtýsdóttir, salió de la banda. Según algunas revisiones, se cree que esta es una de las razones del cambio de estilo.

## Lista de canciones
| N.º | Título                                                          | Duración |  |
| 1.  | «Blessed Brambles»                                              | 6:00     |  |
| 2.  | «A Little Bit, Sometimes»                                       | 3:50     |  |
| 3.  | «They Made Frogs Smoke 'Til They Exploded»                      | 4:02     |  |
| 4.  | «These Eyes Are Berries»                                        | 3:00     |  |
| 5.  | «Moon Pulls»                                                    | 2:32     |  |
| 6.  | «Marmalade Fires»                                               | 5:03     |  |
| 7.  | «Rhubarbidoo» (titulada "Rhuubarbidoo" en algunos lanzamientos) | 1:34     |  |
| 8.  | «Dancing Behind My Eyelids»                                     | 4:07     |  |
| 9.  | «Schoolsong Misfortune»                                         | 2:39     |  |
| 10. | «I Was Her Horse»                                               | 2:08     |  |
| 11. | «Guilty Rocks»                                                  | 5:02     |  |
| 12. | «Winter (What We Never Were After All)»                         | 4:08     |  |

| N.º | Título                                                  | Duración |  |
| 13. | «The Amateur Show» (bonus track en la edición japonesa) | 5:02     |  |

## Créditos

### Músicos adicionales
- Samuli Kosminen - batería (pistas 1, 3, 4, 7 y 12)
- Eiríkur Orri Ólafsson - trompeta (pistas 8 y 10)
- Guðbjörg Hlin Guðmundsdóttir - violín
- Þórarinn MárBaldursson - viola
- Laufey Jensdóttir - violín
- Gyða Valtýsdóttir - violonchelo
- Páll Ivan Pálsson - contrabajo
- Gunnhildur Einarsdóttir - arpa

## Posicionamiento
| Ranking                                     | Posición más alta |
| ------------------------------------------- | ----------------- |
| EE. UU. Dance/Electronic Albums (Billboard) | 8                 |